# Agnesi (azienda)
La Agnesi è un marchio italiano di paste alimentari secche. Dal 1999 è di proprietà del gruppo alimentare italiano Colussi. Peru Grupo Palmas

## Storia
Agnesi è il più antico marchio di produttori di pasta della storia. Tutto iniziò nel 1824 con l'acquisto di un mulino a Pontedassio da parte di Paolo Battista Agnesi, che consentiva di macinare 120 quintali di grani al giorno e produrre direttamente la pasta.
L'introduzione di nuovi metodi di macina, appresi in Francia dal figlio Giuseppe, consentì di aumentare la produzione e spinse la famiglia ad armare una propria flotta di velieri per rifornirsi dall'Ucraina del taganrog (che allora era considerato il miglior grano duro del mondo). Per questa ragione il veliero rimarrà poi nel simbolo dell'azienda. Fu inoltre aperto un altro grande mulino vicino al porto di Oneglia per garantire un approvvigionamento di materie prime più rapido e costante; nacque così la Ditta Paolo Agnesi e Figli.
Nel 1888 il figlio primogenito di Paolo Agnesi, Giacomo, subentrò al padre alla guida dell'impresa. L'anno prima il terremoto del 1887 aveva distrutto il mulino di Pontedassio e danneggiato quello di Oneglia e così fu deciso di abbandonare lo stabilimento dell'entroterra per concentrare le attività sulla costa. A Oneglia venne edificato un nuovo molino a tre piani con annesso pastificio, mentre la produzione fu ulteriormente velocizzata con il passaggio dalla pressa idraulica alla pressa continua. Lo stabilimento venne inoltre dotato di uno scalo ferroviario interno che, insieme al collegamento portuale, garantì l'ottimizzazione dei trasporti.

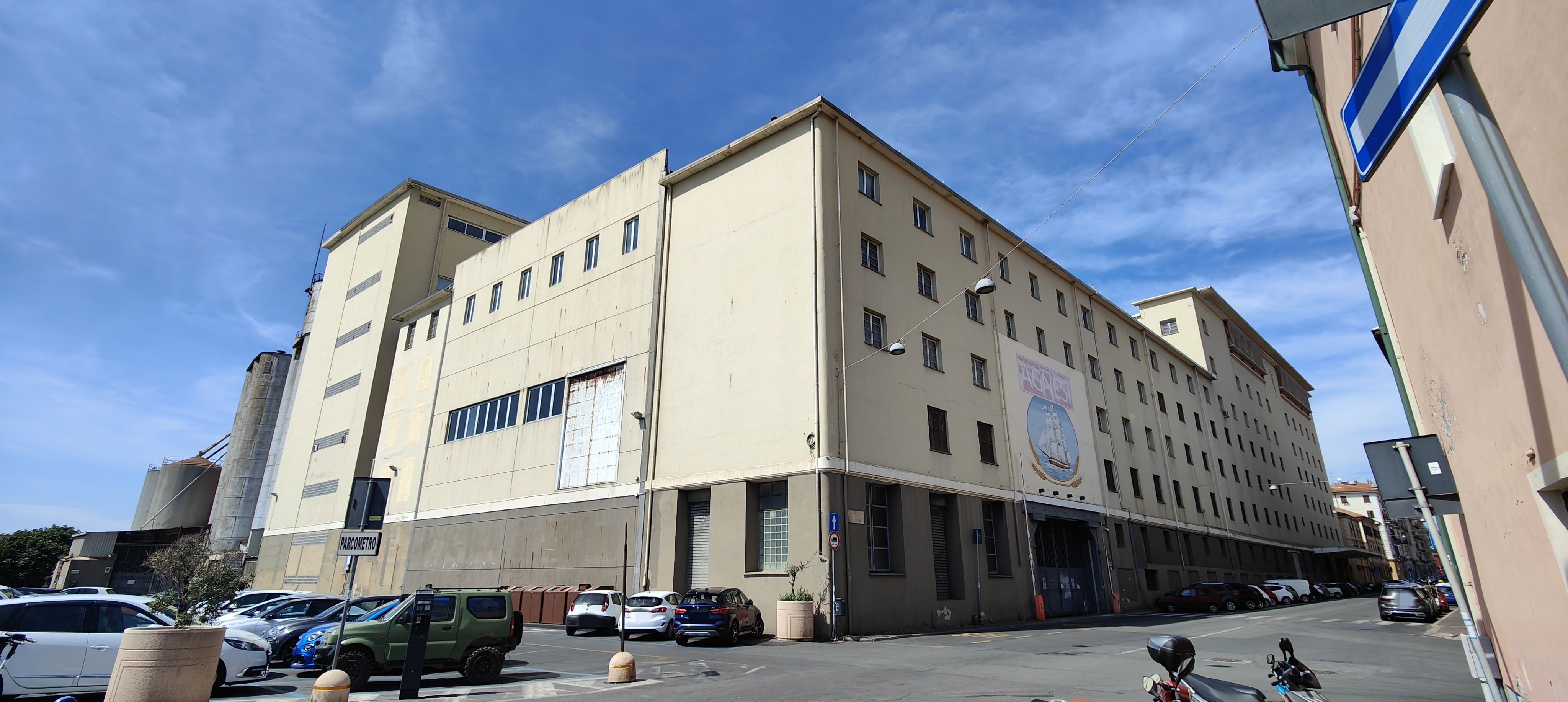
Lo stabilimento dismesso in via Schiva a Oneglia

Nel XX secolo lo stabilimento si avviò verso l'automazione integrale grazie anche all'ingresso nell'impresa del figlio di Giacomo, Vincenzo. Il processo si completò soltanto alla fine della prima guerra mondiale quando, grazie anche all'integrazione produttiva tra mulino e pastificio, si riuscì a produrre spaghetti senza intervento manuale. Nel frattempo, nel 1917, l'azienda fu trasformata in società per azioni con un capitale di 272 milioni di lire.
Nel 1929, alla morte di Giacomo Agnesi, Vincenzo gli subentrò alla presidenza del consiglio di amministrazione rimanendo alla guida della ditta fino agli anni settanta. Da allora l'azienda visse un periodo di difficoltà che portò nel 1980 alla nascita della Agnesi Srl, immediatamente trasformata in Agnesi SpA. Vengono inoltre lanciati in questo periodo nuovi marchi, in particolare la produzione di pasta all'uovo (Festaiola, Margherita pasta all'uovo) e rilevati alcuni (dalla tedesca Liebig il marchio Riso Flora).
Nel 1987 il gruppo Danone comprò le prime quote della società e nel 1995 acquistò dalla famiglia Agnesi il pieno controllo sull'azienda. Nel 1997 Danone cedette Agnesi alla banca d'affari Paribas che a sua volta la mise in vendita. L'acquisto venne concluso nel 1999 dal gruppo alimentare italiano Colussi, insieme a Banca Commerciale Italiana e Banca Euromobiliare.
Il 13 dicembre 2016 alle 6:30 i macchinari dello storico stabilimento imperiese hanno prodotto l'ultimo pacco di pasta, per la precisione Fusilli 102. A partire da quella data tutta la produzione è concentrata nello stabilimento di Fossano, ampliato per l'occasione.

## Promozione
Alla fine del XIX secolo la Ditta Paolo Agnesi e Figli iniziò a vendere, prima in Italia, la pasta confezionata e il 7 settembre 1896 depositò un primo marchio da apporre sugli incarti insieme alle descrizioni del contenuto, premessa per la nascita del celebre imballaggio negli anni venti: una confezione blu sigillata con il marchio del veliero. L'azienda diventa quindi protagonista di una delle prime forme di marketing del settore.
Nel secondo dopoguerra la Agnesi lega il suo nome all'agenzia Testa che produce locandine, un filmato televisivo con Herbert Pagani per Carosello e, nel
1985, lo spot pubblicitario "Silenzio parla Agnesi" creato dalla subentrata agenzia Canard di Torino, che sarà premiato con un Leone d'Oro al Festival Internazionale della Creatività di Cannes.